# Myrtille Gollin
Pour les articles homonymes, voir Gollin.
Myrtille Gollin, née le 8 juillet 1984 à Saint-Martin-d'Hères, est une patineuse de patinage de vitesse sur piste courte française. Elle a participé aux Jeux olympiques d'hiver de 2006 à Turin.

## Palmarès
- Championnats d'Europe
  -  Médaille d'argent en relais en 2005
  -  Médaille d'argent en relais en 2006
- Coupe du monde
  - 18e de la Coupe du monde 2005